# جایزه طراحی دانمارکی
جایزۀ طراحی دانمارکی (به انگلیسی: Danish Design Award) یک جایزۀ سالانۀ بین‌المللی طراحی است که توسط سازمان اعضاء طراحی دانمارک و مرکز طراحی دانمارک در کپنهاگ، دانمارک اعطاء می‌شود.
در سال ۱۹۶۵ میلادی، اولین جایزهٔ طراحی دانمارکی، جایزهٔ آی‌دی (ID) راه‌اندازی شد. به دنبال آن جایزهٔ آی‌جی (IG) در سال ۱۹۸۰ میلادی راه‌اندازی شد که در سال ۲۰۰۰ میلادی با ادغام آن‌ها در هم، نام جایزهٔ طراحی دانمارکی به خود گرفت.
اکنون، جایزهٔ طراحی دانمارکی در نسخه‌ای جدید به عنوان یک جایزۀ مشترک از مرکز طراحی دانمارک و اتحاد متخصصان طراحی، طراحی دانمارک ارائه می‌شود.

## تاریخچه

### ۱۹۶۵ میلادی – جایزهٔ طراحی صنعتی
قدردانی از بهترین‌ها در طراحی دانمارکی با جایزهٔ سالانه در سال ۱۹۶۵ میلادی آغاز شد. در آن زمان این جایزه، جایزه آی‌دی نام داشت. طراحی دانمارکی نه تنها در اسکاندیناوی بلکه در سراسر جهان به یک مفهوم مهم تبدیل شده بود. طراحی دانمارکی بازنمایی – و همچنان ادامه دهندهٔ بازنمایی – طراحی ساده، ناب و زیبایی‌شناختی با تمرکز واضح بر کاربر است.

### ۱۹۸۰ میلادی – جایزهٔ طراحی گرافیک صنعتی
در سال ۱۹۸۰ میلادی، جایزهٔ آی‌دی یک جایزهٔ خواهر به نام جایزه آی‌جی برای بهترین طراحی گرافیک صنعتی داشت.

### ۲۰۰۰ میلادی – جایزهٔ طراحی دانمارکی
در سال ۲۰۰۰ میلادی، جایزهٔ آی‌دی و جایزهٔ آی‌جی با هم ادغام شدند و به جایزهٔ طراحی دانمارکی تبدیل شدند. با مکث کوتاهی در سال‌های ۲۰۰۵ و ۲۰۰۶ میلادی، جایزهٔ طراحی دانمارکی در سال ۲۰۰۷ میلادی یک سالگرد طراحی دانمارکی را رقم زد: جوایز طراحی برای چهلمین بار اهداء شد.

### ۲۰۰۷ میلادی – جایزهٔ موضوعات‌طراحی
معرفی جدید در سال ۲۰۰۷ میلادی جایزهٔ موضوعات‌طراحی بود. این جایزه به یک شرکت کوچک یا متوسط تعلق می‌گیرد که تلاش جدی برای گنجاندن طراحی انجام داده و تأثیر مثبتی در نتیجه کسب کرده‌است. اولین دریافت کنندهٔ جایزه موضوعات‌طراحی شرکت نورپردازی لایت‌ییرز (سال‌های‌نوری) بود.

## برندگان جوایز
منبع: 
- پلیکان دیزاین (سپتامبر سال ۲۰۰۸ میلادی)
- تیموتی یاکوب ینسن، طراحی یاکوب ینسن
- هنسنس فلودیس (سپتامبر سال ۲۰۰۸ میلادی)[۳]
- بی‌سی لیفت (سپتامبر سال ۲۰۰۸ میلادی)[۴]
- توماس پدرسن، مبلمان فردریشیا[۵]
- جی‌ان ری‌ساوند (سپتامبر سال ۲۰۰۸ میلادی)
- فاس
- هچ اند بلوم
- کورسیو
- سیسیلی منز
- آژانس طراحی استراتژیک و برند کنتراپونکت ای‌اس[۶]
- کریستین فلینت، پاوستین
- اسکاندینیوین دیزان‌لب
- موگنس هولم-راسموسن
- هلد انگل (سپتامبر سال ۲۰۰۸ میلادی)
- ای-تایپز
- طراحی سی‌پی‌اچ
- تورپه و کولش (سال ۲۰۰۷ میلادی)
- ۳پارت
- گروندفوس[۷]
- ای‌آی‌ای‌آی‌ای‌آی (نوامبر سال ۲۰۱۰ میلادی)